# Les Katangais

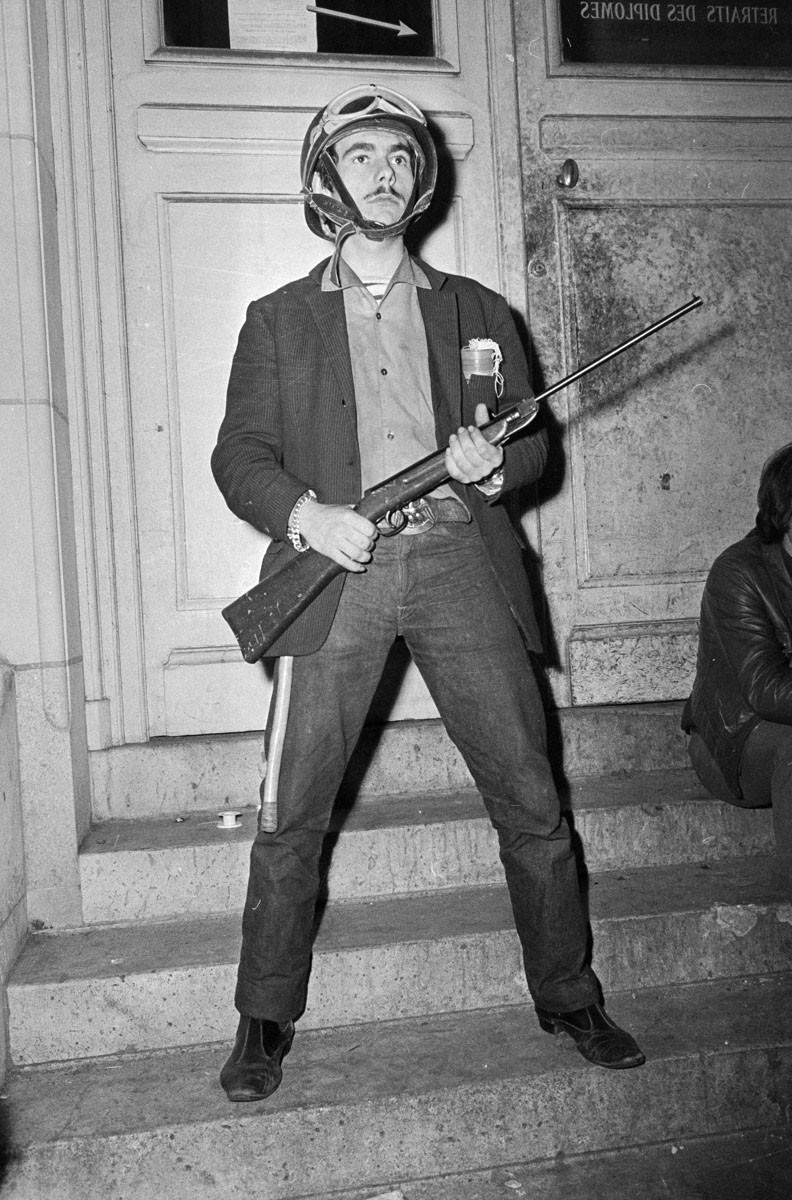
Un Katangais occupant la Sorbonne armé d'une carabine à plomb.

Les Katangais sont une bande de jeunes loubards faisant office de service d'ordre ou de milice éphémère au moment de l'occupation de la Sorbonne en Mai 68.

## Origine du nom
Les Katangais trouvent leur nom dans celui des mercenaires blancs engagés en 1960 pour soutenir l'indépendance d'une province sécessionniste au sud du Congo-Kinshasa sous domination belge. Le chef de la bande « Jacky » prétend en avoir été membre, pourtant aucun des voyous n'est un ancien mercenaire.

## Occupation de la Sorbonne

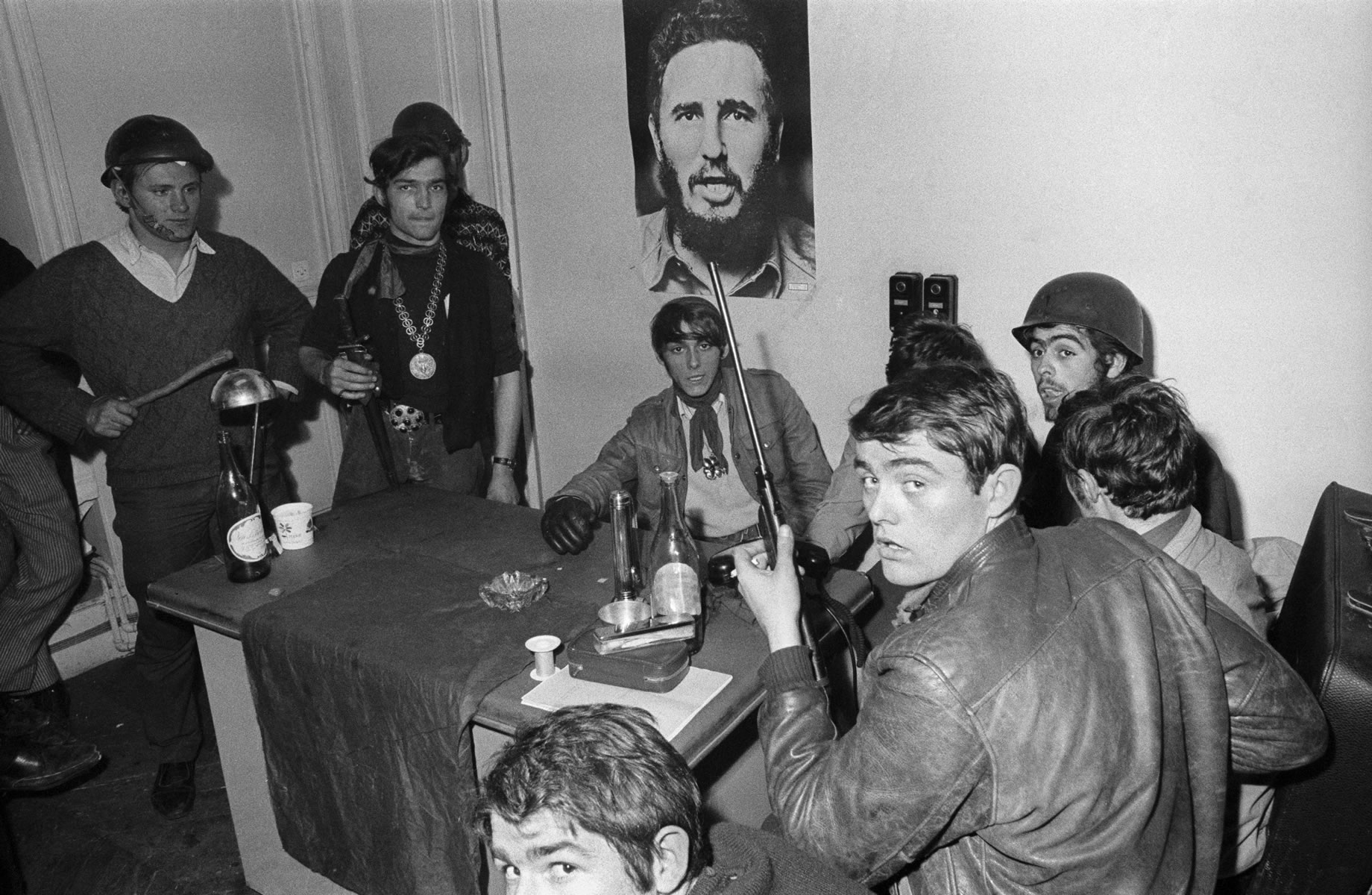
Réunion des Katangais à la Sorbonne le 11 juin 1968 sous un portrait de Fidel Castro.

Ex-blousons noirs, les Katangais sont fédérés autour de Jack Klein, dit « Jackie », vingt-huit ans, grand gaillard moustachu, et Lucien Courdier dit « Lulu ». La trentaine de membres de la bande arpente la Sorbonne armée de chaînes de vélo et de poings américains. Ils s'autoproclament « défenseurs de la révolte ». « Jackie » fonde le Comité d'intervention rapide, capable de récupérer les blessés dans les bras des CRS et de tenir tête aux forces de police à la Sorbonne, à Censier ou encore à l'Odéon. De plus, ils forment des « commandos anti-ratonnades » regroupant sept ou huit Katangais qui parcourent au petit matin les rues du Quartier latin et s'en prennent directement aux policiers. Ils sont payés par le Comité d'occupation de la Sorbonne contre le gîte et le couvert mais le groupe devient rapidement hors de contrôle,.
Consommateurs de morphine, hachisch et LSD, les étudiants grévistes voient d'un mauvais œil leurs comportements violents exacerbés par l'alcool et la drogue. Les étudiants finissent par se désolidariser d'eux lorsqu'il dérivent vers « une certaine forme de terreur »,. Les étudiants grévistes les déprécient comme du Lumpenprolétariat. Dans la nuit du 11 au 12 juin, ils occupent une partie des bureaux du rectorat, le service du personnel administratif et le service ronéo. Les étudiants grévistes décident alors de les expulser.
Après leur expulsion, ils sont arrêtés par la police le 14 juin 1968. Ils sont défendus par Christian Hennion, futur journaliste de Libération et activiste de mai 68.
Historiographiquement, les Katangais sont hissés comme un mythe de Mai 68.

## Règlement de comptes
Peu après l'expulsion, certains Katangais se constituent « en maquis » dans les bois de Vernon, dans l'Eure. Durant cette période, le Katangais Jean-Claude Lemire dit « Jimmy » est assassiné par plusieurs autres membres de la bande, dont une fille de dix-neuf ans et huit jeunes gens de seize à vingt-quatre ans, au motif qu'il menaçait la survie du groupe,.
Le dimanche 30 juin 1968, un cadavre à demi calciné est découvert dans la forêt de St Pierre d’Autils par un père de famille et ses 2 enfants. L’enquête permet d’établir que les objets retrouvés sur le campement provenaient d’un double cambriolage. Elle permet également de retrouver une voiture volée à un ouvrier d’usine de Saint-Marcel dans la forêt de Bizy à Vernon. Or, il apparaît que ce véhicule avait été dérobé à proximité de l’annexe Censier de la faculté des lettres de Paris, un indice qui éclaire les enquêteurs sur la piste d’un probable groupuscule d’étudiants extrémistes ou non qui aurait sévi pendant les évènements de mai 68 à Censier. Quant à la victime, l’autopsie révèle qu’elle avait été tuée à bout portant dans la nuque d’une balle de pistolet 7.65, quatre à cinq jours auparavant. La victime c’est Jean Claude Lemire dit le Katangais. Jean-Claude Lemire avait été aperçu à Vernon et dans la région courant juin 1968, parfois seul dans des bars, ou en compagnie d’une bande de jeunes gens. Tous sont ainsi identifiés par les enquêteurs de la police judiciaire d’Évreux et de Paris. Au cours des interrogatoires qui suivent, les Katangais reconnaissent tous avoir participé plus ou moins activement au meurtre. Jean-Claude Lemire fréquentait les cafés des environs, il se saoulait et avait fait un scandale en ville sur fond de rivalité amoureuse. De ce fait ils avaient décidé de le sanctionner. La décision de l’exécuter avait été prise hors de sa présence, et, sans que la sentence lui ait été notifiée, le bourreau fut tout désigné. Christian Maricourt  avoue avoir abattu, le mercredi 26 juin 1968, Jean Claude Lemire. Le procès s’ouvre à Evreux le 28 juin 1970, Christian Maricourt écope de six ans de réclusion criminelle.